# Un posto dove/Non piangete io sono contento
Un posto dove / Non piangete io sono contento è il primo singolo su 7" de Noi Tre pubblicato nel 1966 dalla Ginco Records.

## Tracce
Lato A
1. Un posto dove

Lato B
1. Non piangete io sono contento

## Credits
- Mauro Nava: produttore
- Franco Falsini: chitarra, voce
- Agostino Nobile: basso
- Pino Pini: batteria, voce